# 枪毙
槍斃，又稱槍決，是指用枪械射殺囚犯，是一种死刑的执行方式。这种执行方式在许多有死刑的国家中，属于法定死刑的唯一执行方法，或者作为法定死刑的执行方法之一。

## 世界各地概況

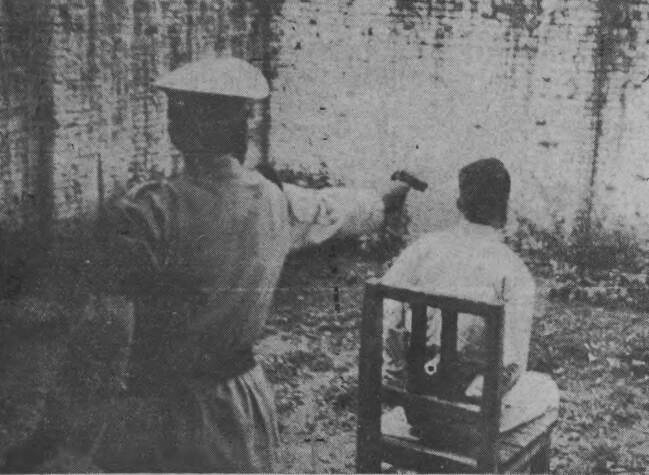
王春哲被槍决，1948年

### 中華人民共和國
枪決是法律体系中死刑的两种法定执行方法之一（另一種為注射）。而在早期死刑手段則只有槍決，執行時，一般由检察机关派检察官临场監督，命令死囚更换衣服，驗明正身、飯後如廁，双手用繩索綑綁在背后，在不麻醉的情況下由人民法院司法警察或者武警士兵從後腦或者胸部以步枪或手枪射擊。
目前，部分省市（如北京市、天津市、上海市、重庆市、辽宁省、浙江省、河北省、河南省、宁夏回族自治区、安徽省、四川省大部分地区、江西省、吉林省、黑龙江省、甘肃省除定西市以外地区、江苏省大部分地区、广东省珠三角地区、汕头市、山西省太原市、陕西省关中、陕南地区、湖北省部分地区、福建省部分地区、广西南宁市、柳州市、云南省部分地区、内蒙古自治区部分地区、新疆乌鲁木齐市等）均已全面廢止槍決，改用注射死刑代替；而湖南省、贵州省、海南省所有地市至今对死刑犯执行死刑仍坚持采用枪决方式，虽该三省部分城市曾试点对部分罪犯采用注射方式执行死刑，但均未全面普及使用。
在中華人民共和國，任何死刑均需由最高人民法院核准才可執行。

### 中華民國（台灣）
受刑人被判處死刑定讞之後，要等待法務部部長簽署執行命令之後就可以執行。在當天執行死刑時，團隊要有執行檢察官（清朝稱為監斬官）、法醫、書記官、法警隊長、執行法警（槍手）2人、戒護法警2人，如果死刑犯同意器官捐贈，还会另外設置有醫療隊。但2015年後已經不再允許死刑犯死後捐贈器官。現在執行死刑時，多選在傍晚5點到9點執行，由執行法警以裝有滅音器的國造T75手槍，從死囚的背部心臟位置開槍。死囚槍決之前，必須要先進行麻醉，除非該死囚明確反對麻醉（如劉煥榮）。
早年執行槍決時間都在凌晨3點到5點執行，也取了「不走夜路」之聲，也不施打麻醉，使用的槍械卻不固定，一般為手槍，但警備總司令部等機關經常使用步槍或者卡賓槍執行。

### 美利堅合眾國
美国自美國最高法院1976年恢復執行死刑後，在全國保留死刑的36個州中，猶他州是唯一實行过槍決的州，奧克拉荷馬州則也保留有这种方式，但是根據该州法律，只能在注射死刑和电椅均被宣布違憲的時候才能採用槍決，該州至今也從未使用這種方法。

### 泰王國
枪决是泰國以前的唯一的死刑方式，是将犯人反绑在柱子上面，由機槍行刑，2003年开始被注射死刑取代。

### 朝鲜
死刑在朝鲜是公開執行的，沒有特定地點，由行刑隊負責槍決，朝鲜也是目前世界上四个公开行刑的国家之一。

### 俄羅斯聯邦
俄羅斯现在已经废除死刑，以前的死刑方式是枪决，用手槍在犯人的後腦勺開槍。

### 白俄羅斯共和國
在白俄羅斯，枪决是唯一死刑方式。执行地点均在明斯克一号拘留中心，执行前犯人会被带到监狱某个地方，狱警会向犯人宣布其所有申诉已经被驳回，死刑执行命令已下达。然后犯人会被反绑双手，蒙上眼罩并且被带到邻近房间（刑场），两名狱警会要求犯人跪下，由一名狱警用PB消音手枪在从犯人的后脑开枪，然后由法医鉴定并开具死亡证明书。之后犯人遗体被装入裹尸袋，被秘密掩埋在监狱附近的墓地。监狱方不会通知犯人家属尸体的掩埋地点。

### 印度尼西亞
印度尼西亚的枪决方式是行刑隊槍決。

### 阿聯酋
行刑隊槍決，是阿聯酋執行枪决的方法。

### 伊朗
在伊朗，行刑隊槍決是少有的，一般都是以絞刑行刑，絞刑手段由吊車懸吊死刑犯公開執行，且未成年之犯人也可被處決。

## 行刑隊槍決

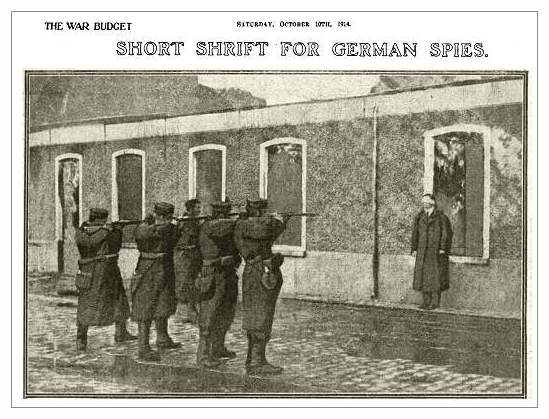
行刑隊槍決

行刑隊槍決是槍決的一種形式。行刑隊通常由數名警察、士兵甚至是軍官組成。這種方式需要所有行刑隊成員一起開槍，這可以阻止單一成員的打斷，以及掩藏真正發射致命子彈者的身份。死刑犯通常被眼罩、布條蒙住眼睛，或直接布袋蒙頭，並被捆綁手腳，通常是以站姿或跪姿接受處決。
行刑队枪决方式，在西方世界被死囚視為較有尊嚴的執行方式，通常用在將領、貴族、政治犯，而非作奸犯科的平民。因此有部分犯下大屠殺惡行的戰犯及部分政治犯，法庭都有意不用行刑隊槍決，而採用與一般罪犯相同的絞刑。例如伊拉克前總統萨达姆·侯赛因被判決死刑後，曾經要求行刑隊槍決，但被拒絕，最後採用絞刑。
中國史上，國民政府領導人蔣介石曾發動四一二事件（又稱「清黨」），拘捕了上海的赤色分子並由軍統等秘密組織集中秘密槍決；後來抗日戰爭時，日軍曾大規模對占領區內的反抗群眾集體槍決；而在中共黨史上的延安整風運動、鎮反運動、反右運動、文革等時期，各地發生了多起集體槍決事件；此外在整風運動和文革時期曾發生「假槍斃」的震懾手段，是指槍手故意打偏目標（或使用空包彈），但着彈點極為接近受刑人頭部或軀體，並伴隨著震耳欲聾的槍聲讓受刑人產生無法磨滅的恐懼，以迫使其就範；另外在1980年代的「嚴打」行動中，也有以行刑隊集體槍決犯人的事件。柬埔寨在赤柬統治時期，以行刑隊集體槍決也是常見的屠殺手法。
蘇聯的十月革命成功推翻沙俄政權後，沙皇尼古拉二世家族被布爾什維克黨人帶往葉卡捷琳堡一處密室集中槍決；後來在列寧統治前期「剷除反革命」、史達林時代的大清洗及卡廷大屠殺事件中，契卡、內務人民委員部、克格勃的特務也將反動份子、戰俘集中槍決；同時蘇聯曾存在的古拉格設施中，以行刑隊集體槍決的對象多為政治犯、戰俘等等。
2014年中東發生伊斯蘭國在伊拉克、敘利亞境內發動的大規模恐怖活動，並將數批原屬敘利亞政府軍與庫德族的戰俘集體槍決。

## 槍決死亡的歷史人物
- 馬西米連諾一世（1832年－1867年）：法國1862年入侵墨西哥時所立的傀儡皇帝，法軍撤退後，被總統胡亞雷斯的共和軍擒獲，經審判後被槍決。
- 瞿秋白（1899年－1935年）：中国共产党高级领导人，1935年6月18日在福建长汀县被南京国民政府枪决。
- 邓演达（1895年－1931年）：中国国民党左派领袖，被南京国民政府枪决。
- 方志敏（1899年－1935年）：中国工农红军早期领导人，被南京国民政府枪决。
- 陳儀（1883年－1950年）：台灣省行政長官，因匪諜案於1950年6月18日在臺北馬場町刑場被槍斃。
- 李友邦（1906年－1952年）：台灣義勇軍中將司令，因匪諜案於1952年4月21日在臺北馬場町刑場被槍斃。
- 吳石（1894年－1950年）、朱諶（1905年－1950年）、聶曦、陳寶倉、王正均、林志森。六人因匪諜案於1950年6月10日在臺北馬場町刑場被槍斃。
- 玛塔·哈里（1876–1917）：第一次世界大戰時的法國女演員和間諜，以幫助德國從事間諜活動罪名，被槍斃。
- 亚历克斯·维拉普莱恩（1906–1944）：阿尔及利亚裔法国人，曾为法国国家足球队守门员，二战时为维希法国充当北非旅旅长，战后被枪毙。
- 尹奉吉（1908–1932）：朝鮮獨立運動參與者，虹口公园炸弹案主要參與者，炸死上海佔領軍總司令白川義則大將，炸斷日本公使重光葵一腿。
- 列夫·鲍里索维奇·加米涅夫(1883－1936）苏联著名政治家、革命家，苏联共产党早期重要领导人。死于苏联大清洗运动。
- 格里戈里·叶夫谢耶维奇·季诺维也夫(1883－1936）苏联著名政治家、革命家，苏联共产党早期重要领导人。死于苏联大清洗运动。
- 尼古拉·伊万诺维奇·布哈林(1888－1938）苏联著名政治家、革命家，苏联共产党早期重要领导人。曾任苏联共产党中央政治局委员。他是苏联的重要理论家，国际共产主义运动的活动家。死于苏联大清洗运动。
- 米哈伊尔·尼古拉耶维奇·图哈切夫斯基(1893－1937）苏联元帅，苏联红军总参谋长，死于苏联大清洗运动。
- 施陶芬貝格（1907–1944）：納粹德國軍官，暗殺希特勒未遂事件主要參與者。
- 艾迪·斯洛維克 (1920–1945)：美國二等兵，1945年1月31日被枪决，自美國內戰後唯一一名因逃兵而被軍法處決的美國士兵。
- 贝尼托·墨索里尼（1883–1945）： 第二次世界大戰時任義大利王國首相及國家法西斯黨黨領，法西斯主義的原創者，1945年在逃亡的路上被義大利抵抗運動的共產黨游擊隊槍斃。
- 本間雅晴（1887–1946）：日本陸軍中將。曾任台灣軍司令，後任菲律賓派遣軍司令，被聯合國軍事法庭認為要為巴丹死亡行軍負責。原判絞刑，後改槍決。
- 渡边源三：日本陆军中尉。因参与组织山打根死亡行军而被澳大利亚军队枪决。
- 田中久一：日本陆军中将，华南派遣军第23军司令，兼任香港占领地总督。因下令虐杀美国少校飞行员荷克而被美军指示国民政府将其枪决。
- 谷壽夫（日語：谷 寿夫〔谷 壽夫〕／たに ひさお Tani Hisao，1882年12月23日－1947年4月26日）：日本帝國時代的陸軍中將，南京大屠殺的主要責任人，二戰乙級戰犯，被南京国民政府枪决。
- 贝利亚（1899–1953）：格鲁吉亚籍蘇聯元帥，大清洗運動的主要執行者，在爭奪史達林繼承權的鬥爭中失敗被處決。
- 尼古拉·齐奥塞斯库（1918–1989）：羅馬尼亞共產黨總書記。在1989年東歐劇變中，被控貪污、屠殺等罪名遭逮捕處死。之后罗马尼亚救国阵线为了防止革命事态失控，宣布永久废除死刑。齐奥塞斯库遂成為羅馬尼亞最後一個死刑犯。
- 張子強：綽號「大富豪」，因為涉及香港及內地多宗嚴重案件（如郭炳湘綁架案）、走私军火被廣州市中級人民法院判處死刑，1998年12月6日在廣州市被执行槍決。
- 陳金火、廣德強：台灣罪犯，曾犯下駭人聽聞的「分屍食人肉」罪行而死刑定讞，於2012年12月21日槍決伏法。
- 马晓滨：1986年逃台的“反共义士”，1989年因伙同華裔越南难民唐龍、長榮海運公司離職警衛王士杰绑架長榮老闆張榮發的長子張國明而被判处死刑，於1990年7月20日凌晨執行槍決。
- 卓长仁、姜洪军：1983年逃台的“反共义士”，1991年7月绑架台北市国泰医院副院长王欲明的儿子王俊杰并将其杀死，2001年8月10日晚上被枪决。
- 白宝山：中国大陆罪犯，1996暨1997全国一号案件主犯。先后杀害军人、警察和无辜群众17人，击伤15人，抢钱140余万元，在狱中先后杀害2人。是中華人民共和國建国以来罕见的悍匪，1998年4月被执行死刑。
- 杨新海：从2000年9月起至2003年8月，杨新海曾横跨皖豫鲁冀4省作案26起，杀死67人，伤10人，强奸23人。2004年2月14日在河南漯河被执行死刑。
- 陳進興（1958年1月1日－1999年10月6日）：台灣知名罪犯，涉及白曉燕案及其他多起重大案件。
- 罗尼·李·加德纳：美国犹他州罪犯，1984年枪杀一名酒吧服务生，1985年在盐湖城法院参加听证会时枪杀律师博戴尔，还打伤一名法警。2010年4月份的听证会上，加德纳拒绝接受注射死刑，6月18日枪决伏法。
- 胡长清（1948.8.24—2000.3.8），江西省原副省长，省人大代表。因贪污受贿，且数额特别巨大，于2000年3月8日被执行死刑。胡长清是中国改革开放以来第一个被判处死刑的省部级高官。
- 曹秀康：1999年6月1日，最高人民法院核准了广东省高级人民法院以受贿罪对原湛江海关关长曹秀康判处死刑，剥夺政治处权利终身，随后将其押赴刑场，执行枪决。
- 李乘龙：2000年4月23日，最高人民法院对以权谋私、大肆受贿、暴敛钱财的广西贵港市原副市长李乘龙案作出复核判决，以受贿罪、巨额财产来源不明罪判处李乘龙死刑，剥夺政治权利终身，没收其受贿所得，并处没收全部财产。随后，李乘龙在广西玉林被执行枪决。
- 戚火贵：2001年8月13日，经最高人民法院核准，海南省东方市原市委书记兼人大常委会主任戚火贵，因受贿罪、巨额财产来源不明罪数罪并罚，被押赴刑场执行枪决。
- 金鉴培：2001年5月28日，湖北省高级人民法院遵照最高人民法院复核裁定和下达的执行死刑命令，依法将贪污、挪用公款1.88亿港元的原湖北省政府驻港澳地区办事处主任金鉴培验明正身，押赴刑场，执行枪决。
- 曾锦春：2010年12月30日，长沙市中级人民法院遵照最高人民法院死刑核准裁定和下达的死刑执行命令，对犯受贿罪、巨额财产来源不明罪的湖南省郴州市原市委副书记、市纪委书记曾锦春验明正身，押赴刑场，执行枪决。
- 靳如超：2001年4月29日，河北石家庄3.16爆炸刑事案件（108人死亡，38人受伤）罪犯靳如超被押赴刑场，执行枪决。
- 马加爵：2004年6月17日，昆明市中级人民法院遵照云南省高级人民法院下达的死刑执行命令，对犯故意杀人罪的23岁云南大学学生马加爵验明正身，押赴刑场，执行枪决。
- 李海涛：2010年11月19日，承德市中级人民法院根据最高人民法院作出的刑事裁定与执行死刑命令，将监守自盗大量馆藏文物的原避暑山庄博物院文物保管部副主任李海涛押赴刑场，执行枪决。
- 陈大坤、漆国礼：2012年8月31日，原张家界市国家安全局副局长陈大坤因雇凶杀四人并且将其中三人碎尸，而与其雇佣的杀手漆国礼被同日执行枪决。陈大坤是迄今为止中華人民共和國仅有的两名对外公布的国安部门落马官员之一（其本人系2001年因嫖娼案发被处分，调离国安部门。另一人为因受贿被判刑10年的原阜阳市国家安全局局长闪步轩）。
- 陳瑞欽（1950年7月25日－2013年4月19日） ：台灣嘉義縣重大罪犯，1985-1998年間為詐領保險金殺害2妻3子，2003年殺害現任女友並推落山下棄屍，2013年4月19日遭槍決，槍決後無人收屍。
- 鄭太吉（1959年9月30日－2000年8月2日）：台灣前屏東縣議會議長，1994年12月13日因賭場利益糾紛槍殺好友鍾源峰，2000年8月2日遭槍決。
- 黃主旺、任志傑、曾敬超、李忠承：1993年受前國大代表謝東松之託，與其他5名手下駕駛10噸貨車持槍共同殺害天道盟不倒會會長謝通運及其小弟。黃主旺後於1997年介入芳苑鄉農會選舉，因選舉恩怨，將對手候選人外甥鄭明赫殺害並埋屍。任、曾、李已經先在1996年6月10日執行槍決(其餘5人遭判無期徒刑)；黃則因逃亡又越獄行賄，八次發回更審才被判死刑定讞，最終在2015年6月5日遭槍決伏法。
- 陳東榮、王金定：帝王飯店縱火案，造成26死10傷，分別在2013年4月19日、1989年5月15日執行槍決（陳東榮因逃亡近25年被捕到案）。
- 鄭捷：2014年台北捷運隨機殺人事件主谋，造成4死24傷，於2016年4月22日死刑定讞，2016年5月10日執行槍決。
- 李宏基：2014年犯下持刀殺死前妻，並擄走女兒燒炭的死囚，已於2018年8月31日下午槍決。
- 翁仁賢：2016年桃園縱火犯事件主謀，造成6死，於2019年7月11日死刑定讞，2020年4月1日執行槍決。